# Getsjön, Blekinge
Getsjön är en sjö i Ronneby kommun i Blekinge och ingår i Vierydsåns huvudavrinningsområde. Sjön är 7,4 meter djup, har en yta på 0,0894 kvadratkilometer och är belägen 17,3 meter över havet.

## Delavrinningsområde
Getsjön ingår i det delavrinningsområde (622966-146007) som SMHI kallar för Mynnar i havet. Medelhöjden är 30 meter över havet och ytan är 10,64 kvadratkilometer. Räknas de 14 avrinningsområdena uppströms in blir den ackumulerade arean 165,06 kvadratkilometer. Avrinningsområdets utflöde Vierydsån mynnar i havet. Avrinningsområdet består mestadels av skog (79 procent) och jordbruk (10 procent). Avrinningsområdet har 0,21 kvadratkilometer vattenytor vilket ger det en sjöprocent på 2 procent.